# Északi kacsacsőrű cet
Az északi kacsacsőrű cet vagy kacsafejű csőröscet (Hyperoodon ampullatus) az emlősök (Mammalia) osztályának párosujjú patások (Artiodactyla) rendjébe, ezen belül a csőröscetfélék (Ziphiidae) családjába tartozó faj.

## Előfordulása
Az északi kacsacsőrű cet az Atlanti-óceán északi részein él. Nyáron főként az Izland és Jan Mayen-sziget környéki vizekben fordul elő, télen délebbre vándorol. Néha eljut egészen a Zöld-fokig és a Balti-tengerig is.

## Megjelenése
Az északi kacsacsőrű cet testhossza 700-980 centiméter, testtömege maximum 7500 kilogramm. Jellemző rá (különösen az idősebb hímekre) az erősen domború homlok, amelytől a „csőr” jól láthatóan eláll; innen a név: „kacsafejű”. Az orrnyílás e „dudor” fölött helyezkedik el, kissé ferdén hátrafelé a szem vonalától. Az alsó állkapocs csúcsán 2 kicsi, kerekded fog ül, az öreg hímeknél ezek jól láthatók. A fiatal hímeknek nemritkán 2 ilyen fogpárjuk is van. A mellúszók a testhossznak alig érik el a tizenötöd részét. Ezért igen kicsinek hatnak, és az előrehaladásban csak alárendelt szerepet játszanak. A test sötétszürke vagy fekete színezete az idősödő állatoknál kivilágosodhat, az öreg nőstények mintázata akár márványozottnak is tűnhet. A fiatalabb állatok hasi oldala világosabb, erősen kontrasztos a sötét háttal és oldallal.

## Életmódja
Az északi kacsacsőrű cet rendszerint kisebb csapatokban jár, de néha akár ezernél is többen kószálnak együtt. Nyugodtan úsznak, és mielőtt lebuknának, hosszabb ideig a felszínen maradnak. Mivel ez a faj tintahalakra vadászik, nagyon mélyre bukik, még 500 méternél is lejjebb mehet. Kerek 1 percen át veszi a levegőt, és messzire hallatszik, amint kifújja. Ezután alámerül, és akár egy óráig is képes a víz alatt maradni.
Az idősebb hímek magánosan kóborolnak, míg a nőstények borjaikkal együtt maradnak. A borjak március és május között születnek, ekkor körülbelül 3 méter hosszúak.